# Maharadjah et cipayes
|   | a | b | c | d | e | f | g | h |   |
| 8 | Tour noire sur case blanche a8 · Cavalier noir sur case noire b8 · Fou noir sur case blanche c8 · Dame noire sur case noire d8 · Roi noir sur case blanche e8 · Fou noir sur case noire f8 · Cavalier noir sur case blanche g8 · Tour noire sur case noire h8 · Pion noir sur case noire a7 · Pion noir sur case blanche b7 · Pion noir sur case noire c7 · Pion noir sur case blanche d7 · Pion noir sur case noire e7 · Pion noir sur case blanche f7 · Pion noir sur case noire g7 · Pion noir sur case blanche h7 · Dame blanche renversée sur case noire e1 | Tour noire sur case blanche a8 · Cavalier noir sur case noire b8 · Fou noir sur case blanche c8 · Dame noire sur case noire d8 · Roi noir sur case blanche e8 · Fou noir sur case noire f8 · Cavalier noir sur case blanche g8 · Tour noire sur case noire h8 · Pion noir sur case noire a7 · Pion noir sur case blanche b7 · Pion noir sur case noire c7 · Pion noir sur case blanche d7 · Pion noir sur case noire e7 · Pion noir sur case blanche f7 · Pion noir sur case noire g7 · Pion noir sur case blanche h7 · Dame blanche renversée sur case noire e1 | Tour noire sur case blanche a8 · Cavalier noir sur case noire b8 · Fou noir sur case blanche c8 · Dame noire sur case noire d8 · Roi noir sur case blanche e8 · Fou noir sur case noire f8 · Cavalier noir sur case blanche g8 · Tour noire sur case noire h8 · Pion noir sur case noire a7 · Pion noir sur case blanche b7 · Pion noir sur case noire c7 · Pion noir sur case blanche d7 · Pion noir sur case noire e7 · Pion noir sur case blanche f7 · Pion noir sur case noire g7 · Pion noir sur case blanche h7 · Dame blanche renversée sur case noire e1 | Tour noire sur case blanche a8 · Cavalier noir sur case noire b8 · Fou noir sur case blanche c8 · Dame noire sur case noire d8 · Roi noir sur case blanche e8 · Fou noir sur case noire f8 · Cavalier noir sur case blanche g8 · Tour noire sur case noire h8 · Pion noir sur case noire a7 · Pion noir sur case blanche b7 · Pion noir sur case noire c7 · Pion noir sur case blanche d7 · Pion noir sur case noire e7 · Pion noir sur case blanche f7 · Pion noir sur case noire g7 · Pion noir sur case blanche h7 · Dame blanche renversée sur case noire e1 | Tour noire sur case blanche a8 · Cavalier noir sur case noire b8 · Fou noir sur case blanche c8 · Dame noire sur case noire d8 · Roi noir sur case blanche e8 · Fou noir sur case noire f8 · Cavalier noir sur case blanche g8 · Tour noire sur case noire h8 · Pion noir sur case noire a7 · Pion noir sur case blanche b7 · Pion noir sur case noire c7 · Pion noir sur case blanche d7 · Pion noir sur case noire e7 · Pion noir sur case blanche f7 · Pion noir sur case noire g7 · Pion noir sur case blanche h7 · Dame blanche renversée sur case noire e1 | Tour noire sur case blanche a8 · Cavalier noir sur case noire b8 · Fou noir sur case blanche c8 · Dame noire sur case noire d8 · Roi noir sur case blanche e8 · Fou noir sur case noire f8 · Cavalier noir sur case blanche g8 · Tour noire sur case noire h8 · Pion noir sur case noire a7 · Pion noir sur case blanche b7 · Pion noir sur case noire c7 · Pion noir sur case blanche d7 · Pion noir sur case noire e7 · Pion noir sur case blanche f7 · Pion noir sur case noire g7 · Pion noir sur case blanche h7 · Dame blanche renversée sur case noire e1 | Tour noire sur case blanche a8 · Cavalier noir sur case noire b8 · Fou noir sur case blanche c8 · Dame noire sur case noire d8 · Roi noir sur case blanche e8 · Fou noir sur case noire f8 · Cavalier noir sur case blanche g8 · Tour noire sur case noire h8 · Pion noir sur case noire a7 · Pion noir sur case blanche b7 · Pion noir sur case noire c7 · Pion noir sur case blanche d7 · Pion noir sur case noire e7 · Pion noir sur case blanche f7 · Pion noir sur case noire g7 · Pion noir sur case blanche h7 · Dame blanche renversée sur case noire e1 | Tour noire sur case blanche a8 · Cavalier noir sur case noire b8 · Fou noir sur case blanche c8 · Dame noire sur case noire d8 · Roi noir sur case blanche e8 · Fou noir sur case noire f8 · Cavalier noir sur case blanche g8 · Tour noire sur case noire h8 · Pion noir sur case noire a7 · Pion noir sur case blanche b7 · Pion noir sur case noire c7 · Pion noir sur case blanche d7 · Pion noir sur case noire e7 · Pion noir sur case blanche f7 · Pion noir sur case noire g7 · Pion noir sur case blanche h7 · Dame blanche renversée sur case noire e1 | 8 |
| 7 | Tour noire sur case blanche a8 · Cavalier noir sur case noire b8 · Fou noir sur case blanche c8 · Dame noire sur case noire d8 · Roi noir sur case blanche e8 · Fou noir sur case noire f8 · Cavalier noir sur case blanche g8 · Tour noire sur case noire h8 · Pion noir sur case noire a7 · Pion noir sur case blanche b7 · Pion noir sur case noire c7 · Pion noir sur case blanche d7 · Pion noir sur case noire e7 · Pion noir sur case blanche f7 · Pion noir sur case noire g7 · Pion noir sur case blanche h7 · Dame blanche renversée sur case noire e1 | Tour noire sur case blanche a8 · Cavalier noir sur case noire b8 · Fou noir sur case blanche c8 · Dame noire sur case noire d8 · Roi noir sur case blanche e8 · Fou noir sur case noire f8 · Cavalier noir sur case blanche g8 · Tour noire sur case noire h8 · Pion noir sur case noire a7 · Pion noir sur case blanche b7 · Pion noir sur case noire c7 · Pion noir sur case blanche d7 · Pion noir sur case noire e7 · Pion noir sur case blanche f7 · Pion noir sur case noire g7 · Pion noir sur case blanche h7 · Dame blanche renversée sur case noire e1 | Tour noire sur case blanche a8 · Cavalier noir sur case noire b8 · Fou noir sur case blanche c8 · Dame noire sur case noire d8 · Roi noir sur case blanche e8 · Fou noir sur case noire f8 · Cavalier noir sur case blanche g8 · Tour noire sur case noire h8 · Pion noir sur case noire a7 · Pion noir sur case blanche b7 · Pion noir sur case noire c7 · Pion noir sur case blanche d7 · Pion noir sur case noire e7 · Pion noir sur case blanche f7 · Pion noir sur case noire g7 · Pion noir sur case blanche h7 · Dame blanche renversée sur case noire e1 | Tour noire sur case blanche a8 · Cavalier noir sur case noire b8 · Fou noir sur case blanche c8 · Dame noire sur case noire d8 · Roi noir sur case blanche e8 · Fou noir sur case noire f8 · Cavalier noir sur case blanche g8 · Tour noire sur case noire h8 · Pion noir sur case noire a7 · Pion noir sur case blanche b7 · Pion noir sur case noire c7 · Pion noir sur case blanche d7 · Pion noir sur case noire e7 · Pion noir sur case blanche f7 · Pion noir sur case noire g7 · Pion noir sur case blanche h7 · Dame blanche renversée sur case noire e1 | Tour noire sur case blanche a8 · Cavalier noir sur case noire b8 · Fou noir sur case blanche c8 · Dame noire sur case noire d8 · Roi noir sur case blanche e8 · Fou noir sur case noire f8 · Cavalier noir sur case blanche g8 · Tour noire sur case noire h8 · Pion noir sur case noire a7 · Pion noir sur case blanche b7 · Pion noir sur case noire c7 · Pion noir sur case blanche d7 · Pion noir sur case noire e7 · Pion noir sur case blanche f7 · Pion noir sur case noire g7 · Pion noir sur case blanche h7 · Dame blanche renversée sur case noire e1 | Tour noire sur case blanche a8 · Cavalier noir sur case noire b8 · Fou noir sur case blanche c8 · Dame noire sur case noire d8 · Roi noir sur case blanche e8 · Fou noir sur case noire f8 · Cavalier noir sur case blanche g8 · Tour noire sur case noire h8 · Pion noir sur case noire a7 · Pion noir sur case blanche b7 · Pion noir sur case noire c7 · Pion noir sur case blanche d7 · Pion noir sur case noire e7 · Pion noir sur case blanche f7 · Pion noir sur case noire g7 · Pion noir sur case blanche h7 · Dame blanche renversée sur case noire e1 | Tour noire sur case blanche a8 · Cavalier noir sur case noire b8 · Fou noir sur case blanche c8 · Dame noire sur case noire d8 · Roi noir sur case blanche e8 · Fou noir sur case noire f8 · Cavalier noir sur case blanche g8 · Tour noire sur case noire h8 · Pion noir sur case noire a7 · Pion noir sur case blanche b7 · Pion noir sur case noire c7 · Pion noir sur case blanche d7 · Pion noir sur case noire e7 · Pion noir sur case blanche f7 · Pion noir sur case noire g7 · Pion noir sur case blanche h7 · Dame blanche renversée sur case noire e1 | Tour noire sur case blanche a8 · Cavalier noir sur case noire b8 · Fou noir sur case blanche c8 · Dame noire sur case noire d8 · Roi noir sur case blanche e8 · Fou noir sur case noire f8 · Cavalier noir sur case blanche g8 · Tour noire sur case noire h8 · Pion noir sur case noire a7 · Pion noir sur case blanche b7 · Pion noir sur case noire c7 · Pion noir sur case blanche d7 · Pion noir sur case noire e7 · Pion noir sur case blanche f7 · Pion noir sur case noire g7 · Pion noir sur case blanche h7 · Dame blanche renversée sur case noire e1 | 7 |
| 6 | Tour noire sur case blanche a8 · Cavalier noir sur case noire b8 · Fou noir sur case blanche c8 · Dame noire sur case noire d8 · Roi noir sur case blanche e8 · Fou noir sur case noire f8 · Cavalier noir sur case blanche g8 · Tour noire sur case noire h8 · Pion noir sur case noire a7 · Pion noir sur case blanche b7 · Pion noir sur case noire c7 · Pion noir sur case blanche d7 · Pion noir sur case noire e7 · Pion noir sur case blanche f7 · Pion noir sur case noire g7 · Pion noir sur case blanche h7 · Dame blanche renversée sur case noire e1 | Tour noire sur case blanche a8 · Cavalier noir sur case noire b8 · Fou noir sur case blanche c8 · Dame noire sur case noire d8 · Roi noir sur case blanche e8 · Fou noir sur case noire f8 · Cavalier noir sur case blanche g8 · Tour noire sur case noire h8 · Pion noir sur case noire a7 · Pion noir sur case blanche b7 · Pion noir sur case noire c7 · Pion noir sur case blanche d7 · Pion noir sur case noire e7 · Pion noir sur case blanche f7 · Pion noir sur case noire g7 · Pion noir sur case blanche h7 · Dame blanche renversée sur case noire e1 | Tour noire sur case blanche a8 · Cavalier noir sur case noire b8 · Fou noir sur case blanche c8 · Dame noire sur case noire d8 · Roi noir sur case blanche e8 · Fou noir sur case noire f8 · Cavalier noir sur case blanche g8 · Tour noire sur case noire h8 · Pion noir sur case noire a7 · Pion noir sur case blanche b7 · Pion noir sur case noire c7 · Pion noir sur case blanche d7 · Pion noir sur case noire e7 · Pion noir sur case blanche f7 · Pion noir sur case noire g7 · Pion noir sur case blanche h7 · Dame blanche renversée sur case noire e1 | Tour noire sur case blanche a8 · Cavalier noir sur case noire b8 · Fou noir sur case blanche c8 · Dame noire sur case noire d8 · Roi noir sur case blanche e8 · Fou noir sur case noire f8 · Cavalier noir sur case blanche g8 · Tour noire sur case noire h8 · Pion noir sur case noire a7 · Pion noir sur case blanche b7 · Pion noir sur case noire c7 · Pion noir sur case blanche d7 · Pion noir sur case noire e7 · Pion noir sur case blanche f7 · Pion noir sur case noire g7 · Pion noir sur case blanche h7 · Dame blanche renversée sur case noire e1 | Tour noire sur case blanche a8 · Cavalier noir sur case noire b8 · Fou noir sur case blanche c8 · Dame noire sur case noire d8 · Roi noir sur case blanche e8 · Fou noir sur case noire f8 · Cavalier noir sur case blanche g8 · Tour noire sur case noire h8 · Pion noir sur case noire a7 · Pion noir sur case blanche b7 · Pion noir sur case noire c7 · Pion noir sur case blanche d7 · Pion noir sur case noire e7 · Pion noir sur case blanche f7 · Pion noir sur case noire g7 · Pion noir sur case blanche h7 · Dame blanche renversée sur case noire e1 | Tour noire sur case blanche a8 · Cavalier noir sur case noire b8 · Fou noir sur case blanche c8 · Dame noire sur case noire d8 · Roi noir sur case blanche e8 · Fou noir sur case noire f8 · Cavalier noir sur case blanche g8 · Tour noire sur case noire h8 · Pion noir sur case noire a7 · Pion noir sur case blanche b7 · Pion noir sur case noire c7 · Pion noir sur case blanche d7 · Pion noir sur case noire e7 · Pion noir sur case blanche f7 · Pion noir sur case noire g7 · Pion noir sur case blanche h7 · Dame blanche renversée sur case noire e1 | Tour noire sur case blanche a8 · Cavalier noir sur case noire b8 · Fou noir sur case blanche c8 · Dame noire sur case noire d8 · Roi noir sur case blanche e8 · Fou noir sur case noire f8 · Cavalier noir sur case blanche g8 · Tour noire sur case noire h8 · Pion noir sur case noire a7 · Pion noir sur case blanche b7 · Pion noir sur case noire c7 · Pion noir sur case blanche d7 · Pion noir sur case noire e7 · Pion noir sur case blanche f7 · Pion noir sur case noire g7 · Pion noir sur case blanche h7 · Dame blanche renversée sur case noire e1 | Tour noire sur case blanche a8 · Cavalier noir sur case noire b8 · Fou noir sur case blanche c8 · Dame noire sur case noire d8 · Roi noir sur case blanche e8 · Fou noir sur case noire f8 · Cavalier noir sur case blanche g8 · Tour noire sur case noire h8 · Pion noir sur case noire a7 · Pion noir sur case blanche b7 · Pion noir sur case noire c7 · Pion noir sur case blanche d7 · Pion noir sur case noire e7 · Pion noir sur case blanche f7 · Pion noir sur case noire g7 · Pion noir sur case blanche h7 · Dame blanche renversée sur case noire e1 | 6 |
| 5 | Tour noire sur case blanche a8 · Cavalier noir sur case noire b8 · Fou noir sur case blanche c8 · Dame noire sur case noire d8 · Roi noir sur case blanche e8 · Fou noir sur case noire f8 · Cavalier noir sur case blanche g8 · Tour noire sur case noire h8 · Pion noir sur case noire a7 · Pion noir sur case blanche b7 · Pion noir sur case noire c7 · Pion noir sur case blanche d7 · Pion noir sur case noire e7 · Pion noir sur case blanche f7 · Pion noir sur case noire g7 · Pion noir sur case blanche h7 · Dame blanche renversée sur case noire e1 | Tour noire sur case blanche a8 · Cavalier noir sur case noire b8 · Fou noir sur case blanche c8 · Dame noire sur case noire d8 · Roi noir sur case blanche e8 · Fou noir sur case noire f8 · Cavalier noir sur case blanche g8 · Tour noire sur case noire h8 · Pion noir sur case noire a7 · Pion noir sur case blanche b7 · Pion noir sur case noire c7 · Pion noir sur case blanche d7 · Pion noir sur case noire e7 · Pion noir sur case blanche f7 · Pion noir sur case noire g7 · Pion noir sur case blanche h7 · Dame blanche renversée sur case noire e1 | Tour noire sur case blanche a8 · Cavalier noir sur case noire b8 · Fou noir sur case blanche c8 · Dame noire sur case noire d8 · Roi noir sur case blanche e8 · Fou noir sur case noire f8 · Cavalier noir sur case blanche g8 · Tour noire sur case noire h8 · Pion noir sur case noire a7 · Pion noir sur case blanche b7 · Pion noir sur case noire c7 · Pion noir sur case blanche d7 · Pion noir sur case noire e7 · Pion noir sur case blanche f7 · Pion noir sur case noire g7 · Pion noir sur case blanche h7 · Dame blanche renversée sur case noire e1 | Tour noire sur case blanche a8 · Cavalier noir sur case noire b8 · Fou noir sur case blanche c8 · Dame noire sur case noire d8 · Roi noir sur case blanche e8 · Fou noir sur case noire f8 · Cavalier noir sur case blanche g8 · Tour noire sur case noire h8 · Pion noir sur case noire a7 · Pion noir sur case blanche b7 · Pion noir sur case noire c7 · Pion noir sur case blanche d7 · Pion noir sur case noire e7 · Pion noir sur case blanche f7 · Pion noir sur case noire g7 · Pion noir sur case blanche h7 · Dame blanche renversée sur case noire e1 | Tour noire sur case blanche a8 · Cavalier noir sur case noire b8 · Fou noir sur case blanche c8 · Dame noire sur case noire d8 · Roi noir sur case blanche e8 · Fou noir sur case noire f8 · Cavalier noir sur case blanche g8 · Tour noire sur case noire h8 · Pion noir sur case noire a7 · Pion noir sur case blanche b7 · Pion noir sur case noire c7 · Pion noir sur case blanche d7 · Pion noir sur case noire e7 · Pion noir sur case blanche f7 · Pion noir sur case noire g7 · Pion noir sur case blanche h7 · Dame blanche renversée sur case noire e1 | Tour noire sur case blanche a8 · Cavalier noir sur case noire b8 · Fou noir sur case blanche c8 · Dame noire sur case noire d8 · Roi noir sur case blanche e8 · Fou noir sur case noire f8 · Cavalier noir sur case blanche g8 · Tour noire sur case noire h8 · Pion noir sur case noire a7 · Pion noir sur case blanche b7 · Pion noir sur case noire c7 · Pion noir sur case blanche d7 · Pion noir sur case noire e7 · Pion noir sur case blanche f7 · Pion noir sur case noire g7 · Pion noir sur case blanche h7 · Dame blanche renversée sur case noire e1 | Tour noire sur case blanche a8 · Cavalier noir sur case noire b8 · Fou noir sur case blanche c8 · Dame noire sur case noire d8 · Roi noir sur case blanche e8 · Fou noir sur case noire f8 · Cavalier noir sur case blanche g8 · Tour noire sur case noire h8 · Pion noir sur case noire a7 · Pion noir sur case blanche b7 · Pion noir sur case noire c7 · Pion noir sur case blanche d7 · Pion noir sur case noire e7 · Pion noir sur case blanche f7 · Pion noir sur case noire g7 · Pion noir sur case blanche h7 · Dame blanche renversée sur case noire e1 | Tour noire sur case blanche a8 · Cavalier noir sur case noire b8 · Fou noir sur case blanche c8 · Dame noire sur case noire d8 · Roi noir sur case blanche e8 · Fou noir sur case noire f8 · Cavalier noir sur case blanche g8 · Tour noire sur case noire h8 · Pion noir sur case noire a7 · Pion noir sur case blanche b7 · Pion noir sur case noire c7 · Pion noir sur case blanche d7 · Pion noir sur case noire e7 · Pion noir sur case blanche f7 · Pion noir sur case noire g7 · Pion noir sur case blanche h7 · Dame blanche renversée sur case noire e1 | 5 |
| 4 | Tour noire sur case blanche a8 · Cavalier noir sur case noire b8 · Fou noir sur case blanche c8 · Dame noire sur case noire d8 · Roi noir sur case blanche e8 · Fou noir sur case noire f8 · Cavalier noir sur case blanche g8 · Tour noire sur case noire h8 · Pion noir sur case noire a7 · Pion noir sur case blanche b7 · Pion noir sur case noire c7 · Pion noir sur case blanche d7 · Pion noir sur case noire e7 · Pion noir sur case blanche f7 · Pion noir sur case noire g7 · Pion noir sur case blanche h7 · Dame blanche renversée sur case noire e1 | Tour noire sur case blanche a8 · Cavalier noir sur case noire b8 · Fou noir sur case blanche c8 · Dame noire sur case noire d8 · Roi noir sur case blanche e8 · Fou noir sur case noire f8 · Cavalier noir sur case blanche g8 · Tour noire sur case noire h8 · Pion noir sur case noire a7 · Pion noir sur case blanche b7 · Pion noir sur case noire c7 · Pion noir sur case blanche d7 · Pion noir sur case noire e7 · Pion noir sur case blanche f7 · Pion noir sur case noire g7 · Pion noir sur case blanche h7 · Dame blanche renversée sur case noire e1 | Tour noire sur case blanche a8 · Cavalier noir sur case noire b8 · Fou noir sur case blanche c8 · Dame noire sur case noire d8 · Roi noir sur case blanche e8 · Fou noir sur case noire f8 · Cavalier noir sur case blanche g8 · Tour noire sur case noire h8 · Pion noir sur case noire a7 · Pion noir sur case blanche b7 · Pion noir sur case noire c7 · Pion noir sur case blanche d7 · Pion noir sur case noire e7 · Pion noir sur case blanche f7 · Pion noir sur case noire g7 · Pion noir sur case blanche h7 · Dame blanche renversée sur case noire e1 | Tour noire sur case blanche a8 · Cavalier noir sur case noire b8 · Fou noir sur case blanche c8 · Dame noire sur case noire d8 · Roi noir sur case blanche e8 · Fou noir sur case noire f8 · Cavalier noir sur case blanche g8 · Tour noire sur case noire h8 · Pion noir sur case noire a7 · Pion noir sur case blanche b7 · Pion noir sur case noire c7 · Pion noir sur case blanche d7 · Pion noir sur case noire e7 · Pion noir sur case blanche f7 · Pion noir sur case noire g7 · Pion noir sur case blanche h7 · Dame blanche renversée sur case noire e1 | Tour noire sur case blanche a8 · Cavalier noir sur case noire b8 · Fou noir sur case blanche c8 · Dame noire sur case noire d8 · Roi noir sur case blanche e8 · Fou noir sur case noire f8 · Cavalier noir sur case blanche g8 · Tour noire sur case noire h8 · Pion noir sur case noire a7 · Pion noir sur case blanche b7 · Pion noir sur case noire c7 · Pion noir sur case blanche d7 · Pion noir sur case noire e7 · Pion noir sur case blanche f7 · Pion noir sur case noire g7 · Pion noir sur case blanche h7 · Dame blanche renversée sur case noire e1 | Tour noire sur case blanche a8 · Cavalier noir sur case noire b8 · Fou noir sur case blanche c8 · Dame noire sur case noire d8 · Roi noir sur case blanche e8 · Fou noir sur case noire f8 · Cavalier noir sur case blanche g8 · Tour noire sur case noire h8 · Pion noir sur case noire a7 · Pion noir sur case blanche b7 · Pion noir sur case noire c7 · Pion noir sur case blanche d7 · Pion noir sur case noire e7 · Pion noir sur case blanche f7 · Pion noir sur case noire g7 · Pion noir sur case blanche h7 · Dame blanche renversée sur case noire e1 | Tour noire sur case blanche a8 · Cavalier noir sur case noire b8 · Fou noir sur case blanche c8 · Dame noire sur case noire d8 · Roi noir sur case blanche e8 · Fou noir sur case noire f8 · Cavalier noir sur case blanche g8 · Tour noire sur case noire h8 · Pion noir sur case noire a7 · Pion noir sur case blanche b7 · Pion noir sur case noire c7 · Pion noir sur case blanche d7 · Pion noir sur case noire e7 · Pion noir sur case blanche f7 · Pion noir sur case noire g7 · Pion noir sur case blanche h7 · Dame blanche renversée sur case noire e1 | Tour noire sur case blanche a8 · Cavalier noir sur case noire b8 · Fou noir sur case blanche c8 · Dame noire sur case noire d8 · Roi noir sur case blanche e8 · Fou noir sur case noire f8 · Cavalier noir sur case blanche g8 · Tour noire sur case noire h8 · Pion noir sur case noire a7 · Pion noir sur case blanche b7 · Pion noir sur case noire c7 · Pion noir sur case blanche d7 · Pion noir sur case noire e7 · Pion noir sur case blanche f7 · Pion noir sur case noire g7 · Pion noir sur case blanche h7 · Dame blanche renversée sur case noire e1 | 4 |
| 3 | Tour noire sur case blanche a8 · Cavalier noir sur case noire b8 · Fou noir sur case blanche c8 · Dame noire sur case noire d8 · Roi noir sur case blanche e8 · Fou noir sur case noire f8 · Cavalier noir sur case blanche g8 · Tour noire sur case noire h8 · Pion noir sur case noire a7 · Pion noir sur case blanche b7 · Pion noir sur case noire c7 · Pion noir sur case blanche d7 · Pion noir sur case noire e7 · Pion noir sur case blanche f7 · Pion noir sur case noire g7 · Pion noir sur case blanche h7 · Dame blanche renversée sur case noire e1 | Tour noire sur case blanche a8 · Cavalier noir sur case noire b8 · Fou noir sur case blanche c8 · Dame noire sur case noire d8 · Roi noir sur case blanche e8 · Fou noir sur case noire f8 · Cavalier noir sur case blanche g8 · Tour noire sur case noire h8 · Pion noir sur case noire a7 · Pion noir sur case blanche b7 · Pion noir sur case noire c7 · Pion noir sur case blanche d7 · Pion noir sur case noire e7 · Pion noir sur case blanche f7 · Pion noir sur case noire g7 · Pion noir sur case blanche h7 · Dame blanche renversée sur case noire e1 | Tour noire sur case blanche a8 · Cavalier noir sur case noire b8 · Fou noir sur case blanche c8 · Dame noire sur case noire d8 · Roi noir sur case blanche e8 · Fou noir sur case noire f8 · Cavalier noir sur case blanche g8 · Tour noire sur case noire h8 · Pion noir sur case noire a7 · Pion noir sur case blanche b7 · Pion noir sur case noire c7 · Pion noir sur case blanche d7 · Pion noir sur case noire e7 · Pion noir sur case blanche f7 · Pion noir sur case noire g7 · Pion noir sur case blanche h7 · Dame blanche renversée sur case noire e1 | Tour noire sur case blanche a8 · Cavalier noir sur case noire b8 · Fou noir sur case blanche c8 · Dame noire sur case noire d8 · Roi noir sur case blanche e8 · Fou noir sur case noire f8 · Cavalier noir sur case blanche g8 · Tour noire sur case noire h8 · Pion noir sur case noire a7 · Pion noir sur case blanche b7 · Pion noir sur case noire c7 · Pion noir sur case blanche d7 · Pion noir sur case noire e7 · Pion noir sur case blanche f7 · Pion noir sur case noire g7 · Pion noir sur case blanche h7 · Dame blanche renversée sur case noire e1 | Tour noire sur case blanche a8 · Cavalier noir sur case noire b8 · Fou noir sur case blanche c8 · Dame noire sur case noire d8 · Roi noir sur case blanche e8 · Fou noir sur case noire f8 · Cavalier noir sur case blanche g8 · Tour noire sur case noire h8 · Pion noir sur case noire a7 · Pion noir sur case blanche b7 · Pion noir sur case noire c7 · Pion noir sur case blanche d7 · Pion noir sur case noire e7 · Pion noir sur case blanche f7 · Pion noir sur case noire g7 · Pion noir sur case blanche h7 · Dame blanche renversée sur case noire e1 | Tour noire sur case blanche a8 · Cavalier noir sur case noire b8 · Fou noir sur case blanche c8 · Dame noire sur case noire d8 · Roi noir sur case blanche e8 · Fou noir sur case noire f8 · Cavalier noir sur case blanche g8 · Tour noire sur case noire h8 · Pion noir sur case noire a7 · Pion noir sur case blanche b7 · Pion noir sur case noire c7 · Pion noir sur case blanche d7 · Pion noir sur case noire e7 · Pion noir sur case blanche f7 · Pion noir sur case noire g7 · Pion noir sur case blanche h7 · Dame blanche renversée sur case noire e1 | Tour noire sur case blanche a8 · Cavalier noir sur case noire b8 · Fou noir sur case blanche c8 · Dame noire sur case noire d8 · Roi noir sur case blanche e8 · Fou noir sur case noire f8 · Cavalier noir sur case blanche g8 · Tour noire sur case noire h8 · Pion noir sur case noire a7 · Pion noir sur case blanche b7 · Pion noir sur case noire c7 · Pion noir sur case blanche d7 · Pion noir sur case noire e7 · Pion noir sur case blanche f7 · Pion noir sur case noire g7 · Pion noir sur case blanche h7 · Dame blanche renversée sur case noire e1 | Tour noire sur case blanche a8 · Cavalier noir sur case noire b8 · Fou noir sur case blanche c8 · Dame noire sur case noire d8 · Roi noir sur case blanche e8 · Fou noir sur case noire f8 · Cavalier noir sur case blanche g8 · Tour noire sur case noire h8 · Pion noir sur case noire a7 · Pion noir sur case blanche b7 · Pion noir sur case noire c7 · Pion noir sur case blanche d7 · Pion noir sur case noire e7 · Pion noir sur case blanche f7 · Pion noir sur case noire g7 · Pion noir sur case blanche h7 · Dame blanche renversée sur case noire e1 | 3 |
| 2 | Tour noire sur case blanche a8 · Cavalier noir sur case noire b8 · Fou noir sur case blanche c8 · Dame noire sur case noire d8 · Roi noir sur case blanche e8 · Fou noir sur case noire f8 · Cavalier noir sur case blanche g8 · Tour noire sur case noire h8 · Pion noir sur case noire a7 · Pion noir sur case blanche b7 · Pion noir sur case noire c7 · Pion noir sur case blanche d7 · Pion noir sur case noire e7 · Pion noir sur case blanche f7 · Pion noir sur case noire g7 · Pion noir sur case blanche h7 · Dame blanche renversée sur case noire e1 | Tour noire sur case blanche a8 · Cavalier noir sur case noire b8 · Fou noir sur case blanche c8 · Dame noire sur case noire d8 · Roi noir sur case blanche e8 · Fou noir sur case noire f8 · Cavalier noir sur case blanche g8 · Tour noire sur case noire h8 · Pion noir sur case noire a7 · Pion noir sur case blanche b7 · Pion noir sur case noire c7 · Pion noir sur case blanche d7 · Pion noir sur case noire e7 · Pion noir sur case blanche f7 · Pion noir sur case noire g7 · Pion noir sur case blanche h7 · Dame blanche renversée sur case noire e1 | Tour noire sur case blanche a8 · Cavalier noir sur case noire b8 · Fou noir sur case blanche c8 · Dame noire sur case noire d8 · Roi noir sur case blanche e8 · Fou noir sur case noire f8 · Cavalier noir sur case blanche g8 · Tour noire sur case noire h8 · Pion noir sur case noire a7 · Pion noir sur case blanche b7 · Pion noir sur case noire c7 · Pion noir sur case blanche d7 · Pion noir sur case noire e7 · Pion noir sur case blanche f7 · Pion noir sur case noire g7 · Pion noir sur case blanche h7 · Dame blanche renversée sur case noire e1 | Tour noire sur case blanche a8 · Cavalier noir sur case noire b8 · Fou noir sur case blanche c8 · Dame noire sur case noire d8 · Roi noir sur case blanche e8 · Fou noir sur case noire f8 · Cavalier noir sur case blanche g8 · Tour noire sur case noire h8 · Pion noir sur case noire a7 · Pion noir sur case blanche b7 · Pion noir sur case noire c7 · Pion noir sur case blanche d7 · Pion noir sur case noire e7 · Pion noir sur case blanche f7 · Pion noir sur case noire g7 · Pion noir sur case blanche h7 · Dame blanche renversée sur case noire e1 | Tour noire sur case blanche a8 · Cavalier noir sur case noire b8 · Fou noir sur case blanche c8 · Dame noire sur case noire d8 · Roi noir sur case blanche e8 · Fou noir sur case noire f8 · Cavalier noir sur case blanche g8 · Tour noire sur case noire h8 · Pion noir sur case noire a7 · Pion noir sur case blanche b7 · Pion noir sur case noire c7 · Pion noir sur case blanche d7 · Pion noir sur case noire e7 · Pion noir sur case blanche f7 · Pion noir sur case noire g7 · Pion noir sur case blanche h7 · Dame blanche renversée sur case noire e1 | Tour noire sur case blanche a8 · Cavalier noir sur case noire b8 · Fou noir sur case blanche c8 · Dame noire sur case noire d8 · Roi noir sur case blanche e8 · Fou noir sur case noire f8 · Cavalier noir sur case blanche g8 · Tour noire sur case noire h8 · Pion noir sur case noire a7 · Pion noir sur case blanche b7 · Pion noir sur case noire c7 · Pion noir sur case blanche d7 · Pion noir sur case noire e7 · Pion noir sur case blanche f7 · Pion noir sur case noire g7 · Pion noir sur case blanche h7 · Dame blanche renversée sur case noire e1 | Tour noire sur case blanche a8 · Cavalier noir sur case noire b8 · Fou noir sur case blanche c8 · Dame noire sur case noire d8 · Roi noir sur case blanche e8 · Fou noir sur case noire f8 · Cavalier noir sur case blanche g8 · Tour noire sur case noire h8 · Pion noir sur case noire a7 · Pion noir sur case blanche b7 · Pion noir sur case noire c7 · Pion noir sur case blanche d7 · Pion noir sur case noire e7 · Pion noir sur case blanche f7 · Pion noir sur case noire g7 · Pion noir sur case blanche h7 · Dame blanche renversée sur case noire e1 | Tour noire sur case blanche a8 · Cavalier noir sur case noire b8 · Fou noir sur case blanche c8 · Dame noire sur case noire d8 · Roi noir sur case blanche e8 · Fou noir sur case noire f8 · Cavalier noir sur case blanche g8 · Tour noire sur case noire h8 · Pion noir sur case noire a7 · Pion noir sur case blanche b7 · Pion noir sur case noire c7 · Pion noir sur case blanche d7 · Pion noir sur case noire e7 · Pion noir sur case blanche f7 · Pion noir sur case noire g7 · Pion noir sur case blanche h7 · Dame blanche renversée sur case noire e1 | 2 |
| 1 | Tour noire sur case blanche a8 · Cavalier noir sur case noire b8 · Fou noir sur case blanche c8 · Dame noire sur case noire d8 · Roi noir sur case blanche e8 · Fou noir sur case noire f8 · Cavalier noir sur case blanche g8 · Tour noire sur case noire h8 · Pion noir sur case noire a7 · Pion noir sur case blanche b7 · Pion noir sur case noire c7 · Pion noir sur case blanche d7 · Pion noir sur case noire e7 · Pion noir sur case blanche f7 · Pion noir sur case noire g7 · Pion noir sur case blanche h7 · Dame blanche renversée sur case noire e1 | Tour noire sur case blanche a8 · Cavalier noir sur case noire b8 · Fou noir sur case blanche c8 · Dame noire sur case noire d8 · Roi noir sur case blanche e8 · Fou noir sur case noire f8 · Cavalier noir sur case blanche g8 · Tour noire sur case noire h8 · Pion noir sur case noire a7 · Pion noir sur case blanche b7 · Pion noir sur case noire c7 · Pion noir sur case blanche d7 · Pion noir sur case noire e7 · Pion noir sur case blanche f7 · Pion noir sur case noire g7 · Pion noir sur case blanche h7 · Dame blanche renversée sur case noire e1 | Tour noire sur case blanche a8 · Cavalier noir sur case noire b8 · Fou noir sur case blanche c8 · Dame noire sur case noire d8 · Roi noir sur case blanche e8 · Fou noir sur case noire f8 · Cavalier noir sur case blanche g8 · Tour noire sur case noire h8 · Pion noir sur case noire a7 · Pion noir sur case blanche b7 · Pion noir sur case noire c7 · Pion noir sur case blanche d7 · Pion noir sur case noire e7 · Pion noir sur case blanche f7 · Pion noir sur case noire g7 · Pion noir sur case blanche h7 · Dame blanche renversée sur case noire e1 | Tour noire sur case blanche a8 · Cavalier noir sur case noire b8 · Fou noir sur case blanche c8 · Dame noire sur case noire d8 · Roi noir sur case blanche e8 · Fou noir sur case noire f8 · Cavalier noir sur case blanche g8 · Tour noire sur case noire h8 · Pion noir sur case noire a7 · Pion noir sur case blanche b7 · Pion noir sur case noire c7 · Pion noir sur case blanche d7 · Pion noir sur case noire e7 · Pion noir sur case blanche f7 · Pion noir sur case noire g7 · Pion noir sur case blanche h7 · Dame blanche renversée sur case noire e1 | Tour noire sur case blanche a8 · Cavalier noir sur case noire b8 · Fou noir sur case blanche c8 · Dame noire sur case noire d8 · Roi noir sur case blanche e8 · Fou noir sur case noire f8 · Cavalier noir sur case blanche g8 · Tour noire sur case noire h8 · Pion noir sur case noire a7 · Pion noir sur case blanche b7 · Pion noir sur case noire c7 · Pion noir sur case blanche d7 · Pion noir sur case noire e7 · Pion noir sur case blanche f7 · Pion noir sur case noire g7 · Pion noir sur case blanche h7 · Dame blanche renversée sur case noire e1 | Tour noire sur case blanche a8 · Cavalier noir sur case noire b8 · Fou noir sur case blanche c8 · Dame noire sur case noire d8 · Roi noir sur case blanche e8 · Fou noir sur case noire f8 · Cavalier noir sur case blanche g8 · Tour noire sur case noire h8 · Pion noir sur case noire a7 · Pion noir sur case blanche b7 · Pion noir sur case noire c7 · Pion noir sur case blanche d7 · Pion noir sur case noire e7 · Pion noir sur case blanche f7 · Pion noir sur case noire g7 · Pion noir sur case blanche h7 · Dame blanche renversée sur case noire e1 | Tour noire sur case blanche a8 · Cavalier noir sur case noire b8 · Fou noir sur case blanche c8 · Dame noire sur case noire d8 · Roi noir sur case blanche e8 · Fou noir sur case noire f8 · Cavalier noir sur case blanche g8 · Tour noire sur case noire h8 · Pion noir sur case noire a7 · Pion noir sur case blanche b7 · Pion noir sur case noire c7 · Pion noir sur case blanche d7 · Pion noir sur case noire e7 · Pion noir sur case blanche f7 · Pion noir sur case noire g7 · Pion noir sur case blanche h7 · Dame blanche renversée sur case noire e1 | Tour noire sur case blanche a8 · Cavalier noir sur case noire b8 · Fou noir sur case blanche c8 · Dame noire sur case noire d8 · Roi noir sur case blanche e8 · Fou noir sur case noire f8 · Cavalier noir sur case blanche g8 · Tour noire sur case noire h8 · Pion noir sur case noire a7 · Pion noir sur case blanche b7 · Pion noir sur case noire c7 · Pion noir sur case blanche d7 · Pion noir sur case noire e7 · Pion noir sur case blanche f7 · Pion noir sur case noire g7 · Pion noir sur case blanche h7 · Dame blanche renversée sur case noire e1 | 1 |
|   | a | b | c | d | e | f | g | h |   |

Le maharajah et les cipayes, à l'origine appelé Shatranj Diwana Shah et également connu comme « Le jeu du Roi fou » (The Mad King's Game) ou encore « les échecs du maharajah », est une variante du jeu d'échecs populaire avec des armées différentes pour le blanc et le noir. Il a été joué pour la première fois au XIXe siècle en Inde. C'est un jeu résolu avec victoire obligée pour le Noir.

## Les règles
Noir a une armée d'échecs complète et standard, composée de « cipayes », dans la position habituelle. Le blanc est limité à une seule pièce, le maharadjah, qui peut se déplacer à la fois comme une reine ou comme un cavalier durant le tour de Blanc (donc il s'agit d'une manifestation de l'amazone). L'objectif de Noir est de mettre échec et mat le maharadjah, tandis que Blanc cherche à mettre mat le roi noir. Il n'y a pas de promotion de pion.
L'asymétrie du jeu fait s'affronter la souplesse et l'agilité des mouvements contre une plus grande force numérique. Par un jeu parfait Noir gagne toujours à ce jeu, au moins sur un plateau 8x8. Selon Hans Bodlaender, « Un joueur Noir vigilant doit être en mesure de gagner. Cependant, ce n'est pas toujours facile, et dans de nombreux cas, lorsque le maharadjah blanc parvient à traverser les lignes de Noir, il a de bonnes chances de gagner. ».

## Stratégie gagnante
Cet article utilise la notation algébrique pour décrire des coups du jeu d'échecs.
Le maharadjah peut constituer une menace grave et même gagner contre un joueur faible. Sa stratégie est d'éliminer autant de pions que possible dans le jeu au début, l'aide d'une tactique principale basée sur l'attaque de plus d'une pièce non protégée à la fois ; après avoir suffisamment nettoyé le plateau, par des prises, il reste à chasser le roi Noir loin de ses autres pièces, le conduire dans un coin et le mettre échec et mat.
|   | a | b | c | d | e | f | g | h |   |
| 8 | Roi noir sur case blanche g8 · Pion noir sur case blanche b7 · Pion noir sur case noire c7 · Fou noir sur case noire e7 · Pion noir sur case blanche f7 · Cavalier noir sur case blanche h7 · Cavalier noir sur case blanche c6 · Pion noir sur case noire a5 · Pion noir sur case blanche d5 · Pion noir sur case noire g5 · Pion noir sur case blanche h5 · Dame noire sur case noire d4 · Pion noir sur case blanche e4 · Fou noir sur case blanche g4 · Tour noire sur case noire b2 · Dame blanche renversée sur case blanche c2 · Tour noire sur case blanche b1 | Roi noir sur case blanche g8 · Pion noir sur case blanche b7 · Pion noir sur case noire c7 · Fou noir sur case noire e7 · Pion noir sur case blanche f7 · Cavalier noir sur case blanche h7 · Cavalier noir sur case blanche c6 · Pion noir sur case noire a5 · Pion noir sur case blanche d5 · Pion noir sur case noire g5 · Pion noir sur case blanche h5 · Dame noire sur case noire d4 · Pion noir sur case blanche e4 · Fou noir sur case blanche g4 · Tour noire sur case noire b2 · Dame blanche renversée sur case blanche c2 · Tour noire sur case blanche b1 | Roi noir sur case blanche g8 · Pion noir sur case blanche b7 · Pion noir sur case noire c7 · Fou noir sur case noire e7 · Pion noir sur case blanche f7 · Cavalier noir sur case blanche h7 · Cavalier noir sur case blanche c6 · Pion noir sur case noire a5 · Pion noir sur case blanche d5 · Pion noir sur case noire g5 · Pion noir sur case blanche h5 · Dame noire sur case noire d4 · Pion noir sur case blanche e4 · Fou noir sur case blanche g4 · Tour noire sur case noire b2 · Dame blanche renversée sur case blanche c2 · Tour noire sur case blanche b1 | Roi noir sur case blanche g8 · Pion noir sur case blanche b7 · Pion noir sur case noire c7 · Fou noir sur case noire e7 · Pion noir sur case blanche f7 · Cavalier noir sur case blanche h7 · Cavalier noir sur case blanche c6 · Pion noir sur case noire a5 · Pion noir sur case blanche d5 · Pion noir sur case noire g5 · Pion noir sur case blanche h5 · Dame noire sur case noire d4 · Pion noir sur case blanche e4 · Fou noir sur case blanche g4 · Tour noire sur case noire b2 · Dame blanche renversée sur case blanche c2 · Tour noire sur case blanche b1 | Roi noir sur case blanche g8 · Pion noir sur case blanche b7 · Pion noir sur case noire c7 · Fou noir sur case noire e7 · Pion noir sur case blanche f7 · Cavalier noir sur case blanche h7 · Cavalier noir sur case blanche c6 · Pion noir sur case noire a5 · Pion noir sur case blanche d5 · Pion noir sur case noire g5 · Pion noir sur case blanche h5 · Dame noire sur case noire d4 · Pion noir sur case blanche e4 · Fou noir sur case blanche g4 · Tour noire sur case noire b2 · Dame blanche renversée sur case blanche c2 · Tour noire sur case blanche b1 | Roi noir sur case blanche g8 · Pion noir sur case blanche b7 · Pion noir sur case noire c7 · Fou noir sur case noire e7 · Pion noir sur case blanche f7 · Cavalier noir sur case blanche h7 · Cavalier noir sur case blanche c6 · Pion noir sur case noire a5 · Pion noir sur case blanche d5 · Pion noir sur case noire g5 · Pion noir sur case blanche h5 · Dame noire sur case noire d4 · Pion noir sur case blanche e4 · Fou noir sur case blanche g4 · Tour noire sur case noire b2 · Dame blanche renversée sur case blanche c2 · Tour noire sur case blanche b1 | Roi noir sur case blanche g8 · Pion noir sur case blanche b7 · Pion noir sur case noire c7 · Fou noir sur case noire e7 · Pion noir sur case blanche f7 · Cavalier noir sur case blanche h7 · Cavalier noir sur case blanche c6 · Pion noir sur case noire a5 · Pion noir sur case blanche d5 · Pion noir sur case noire g5 · Pion noir sur case blanche h5 · Dame noire sur case noire d4 · Pion noir sur case blanche e4 · Fou noir sur case blanche g4 · Tour noire sur case noire b2 · Dame blanche renversée sur case blanche c2 · Tour noire sur case blanche b1 | Roi noir sur case blanche g8 · Pion noir sur case blanche b7 · Pion noir sur case noire c7 · Fou noir sur case noire e7 · Pion noir sur case blanche f7 · Cavalier noir sur case blanche h7 · Cavalier noir sur case blanche c6 · Pion noir sur case noire a5 · Pion noir sur case blanche d5 · Pion noir sur case noire g5 · Pion noir sur case blanche h5 · Dame noire sur case noire d4 · Pion noir sur case blanche e4 · Fou noir sur case blanche g4 · Tour noire sur case noire b2 · Dame blanche renversée sur case blanche c2 · Tour noire sur case blanche b1 | 8 |
| 7 | Roi noir sur case blanche g8 · Pion noir sur case blanche b7 · Pion noir sur case noire c7 · Fou noir sur case noire e7 · Pion noir sur case blanche f7 · Cavalier noir sur case blanche h7 · Cavalier noir sur case blanche c6 · Pion noir sur case noire a5 · Pion noir sur case blanche d5 · Pion noir sur case noire g5 · Pion noir sur case blanche h5 · Dame noire sur case noire d4 · Pion noir sur case blanche e4 · Fou noir sur case blanche g4 · Tour noire sur case noire b2 · Dame blanche renversée sur case blanche c2 · Tour noire sur case blanche b1 | Roi noir sur case blanche g8 · Pion noir sur case blanche b7 · Pion noir sur case noire c7 · Fou noir sur case noire e7 · Pion noir sur case blanche f7 · Cavalier noir sur case blanche h7 · Cavalier noir sur case blanche c6 · Pion noir sur case noire a5 · Pion noir sur case blanche d5 · Pion noir sur case noire g5 · Pion noir sur case blanche h5 · Dame noire sur case noire d4 · Pion noir sur case blanche e4 · Fou noir sur case blanche g4 · Tour noire sur case noire b2 · Dame blanche renversée sur case blanche c2 · Tour noire sur case blanche b1 | Roi noir sur case blanche g8 · Pion noir sur case blanche b7 · Pion noir sur case noire c7 · Fou noir sur case noire e7 · Pion noir sur case blanche f7 · Cavalier noir sur case blanche h7 · Cavalier noir sur case blanche c6 · Pion noir sur case noire a5 · Pion noir sur case blanche d5 · Pion noir sur case noire g5 · Pion noir sur case blanche h5 · Dame noire sur case noire d4 · Pion noir sur case blanche e4 · Fou noir sur case blanche g4 · Tour noire sur case noire b2 · Dame blanche renversée sur case blanche c2 · Tour noire sur case blanche b1 | Roi noir sur case blanche g8 · Pion noir sur case blanche b7 · Pion noir sur case noire c7 · Fou noir sur case noire e7 · Pion noir sur case blanche f7 · Cavalier noir sur case blanche h7 · Cavalier noir sur case blanche c6 · Pion noir sur case noire a5 · Pion noir sur case blanche d5 · Pion noir sur case noire g5 · Pion noir sur case blanche h5 · Dame noire sur case noire d4 · Pion noir sur case blanche e4 · Fou noir sur case blanche g4 · Tour noire sur case noire b2 · Dame blanche renversée sur case blanche c2 · Tour noire sur case blanche b1 | Roi noir sur case blanche g8 · Pion noir sur case blanche b7 · Pion noir sur case noire c7 · Fou noir sur case noire e7 · Pion noir sur case blanche f7 · Cavalier noir sur case blanche h7 · Cavalier noir sur case blanche c6 · Pion noir sur case noire a5 · Pion noir sur case blanche d5 · Pion noir sur case noire g5 · Pion noir sur case blanche h5 · Dame noire sur case noire d4 · Pion noir sur case blanche e4 · Fou noir sur case blanche g4 · Tour noire sur case noire b2 · Dame blanche renversée sur case blanche c2 · Tour noire sur case blanche b1 | Roi noir sur case blanche g8 · Pion noir sur case blanche b7 · Pion noir sur case noire c7 · Fou noir sur case noire e7 · Pion noir sur case blanche f7 · Cavalier noir sur case blanche h7 · Cavalier noir sur case blanche c6 · Pion noir sur case noire a5 · Pion noir sur case blanche d5 · Pion noir sur case noire g5 · Pion noir sur case blanche h5 · Dame noire sur case noire d4 · Pion noir sur case blanche e4 · Fou noir sur case blanche g4 · Tour noire sur case noire b2 · Dame blanche renversée sur case blanche c2 · Tour noire sur case blanche b1 | Roi noir sur case blanche g8 · Pion noir sur case blanche b7 · Pion noir sur case noire c7 · Fou noir sur case noire e7 · Pion noir sur case blanche f7 · Cavalier noir sur case blanche h7 · Cavalier noir sur case blanche c6 · Pion noir sur case noire a5 · Pion noir sur case blanche d5 · Pion noir sur case noire g5 · Pion noir sur case blanche h5 · Dame noire sur case noire d4 · Pion noir sur case blanche e4 · Fou noir sur case blanche g4 · Tour noire sur case noire b2 · Dame blanche renversée sur case blanche c2 · Tour noire sur case blanche b1 | Roi noir sur case blanche g8 · Pion noir sur case blanche b7 · Pion noir sur case noire c7 · Fou noir sur case noire e7 · Pion noir sur case blanche f7 · Cavalier noir sur case blanche h7 · Cavalier noir sur case blanche c6 · Pion noir sur case noire a5 · Pion noir sur case blanche d5 · Pion noir sur case noire g5 · Pion noir sur case blanche h5 · Dame noire sur case noire d4 · Pion noir sur case blanche e4 · Fou noir sur case blanche g4 · Tour noire sur case noire b2 · Dame blanche renversée sur case blanche c2 · Tour noire sur case blanche b1 | 7 |
| 6 | Roi noir sur case blanche g8 · Pion noir sur case blanche b7 · Pion noir sur case noire c7 · Fou noir sur case noire e7 · Pion noir sur case blanche f7 · Cavalier noir sur case blanche h7 · Cavalier noir sur case blanche c6 · Pion noir sur case noire a5 · Pion noir sur case blanche d5 · Pion noir sur case noire g5 · Pion noir sur case blanche h5 · Dame noire sur case noire d4 · Pion noir sur case blanche e4 · Fou noir sur case blanche g4 · Tour noire sur case noire b2 · Dame blanche renversée sur case blanche c2 · Tour noire sur case blanche b1 | Roi noir sur case blanche g8 · Pion noir sur case blanche b7 · Pion noir sur case noire c7 · Fou noir sur case noire e7 · Pion noir sur case blanche f7 · Cavalier noir sur case blanche h7 · Cavalier noir sur case blanche c6 · Pion noir sur case noire a5 · Pion noir sur case blanche d5 · Pion noir sur case noire g5 · Pion noir sur case blanche h5 · Dame noire sur case noire d4 · Pion noir sur case blanche e4 · Fou noir sur case blanche g4 · Tour noire sur case noire b2 · Dame blanche renversée sur case blanche c2 · Tour noire sur case blanche b1 | Roi noir sur case blanche g8 · Pion noir sur case blanche b7 · Pion noir sur case noire c7 · Fou noir sur case noire e7 · Pion noir sur case blanche f7 · Cavalier noir sur case blanche h7 · Cavalier noir sur case blanche c6 · Pion noir sur case noire a5 · Pion noir sur case blanche d5 · Pion noir sur case noire g5 · Pion noir sur case blanche h5 · Dame noire sur case noire d4 · Pion noir sur case blanche e4 · Fou noir sur case blanche g4 · Tour noire sur case noire b2 · Dame blanche renversée sur case blanche c2 · Tour noire sur case blanche b1 | Roi noir sur case blanche g8 · Pion noir sur case blanche b7 · Pion noir sur case noire c7 · Fou noir sur case noire e7 · Pion noir sur case blanche f7 · Cavalier noir sur case blanche h7 · Cavalier noir sur case blanche c6 · Pion noir sur case noire a5 · Pion noir sur case blanche d5 · Pion noir sur case noire g5 · Pion noir sur case blanche h5 · Dame noire sur case noire d4 · Pion noir sur case blanche e4 · Fou noir sur case blanche g4 · Tour noire sur case noire b2 · Dame blanche renversée sur case blanche c2 · Tour noire sur case blanche b1 | Roi noir sur case blanche g8 · Pion noir sur case blanche b7 · Pion noir sur case noire c7 · Fou noir sur case noire e7 · Pion noir sur case blanche f7 · Cavalier noir sur case blanche h7 · Cavalier noir sur case blanche c6 · Pion noir sur case noire a5 · Pion noir sur case blanche d5 · Pion noir sur case noire g5 · Pion noir sur case blanche h5 · Dame noire sur case noire d4 · Pion noir sur case blanche e4 · Fou noir sur case blanche g4 · Tour noire sur case noire b2 · Dame blanche renversée sur case blanche c2 · Tour noire sur case blanche b1 | Roi noir sur case blanche g8 · Pion noir sur case blanche b7 · Pion noir sur case noire c7 · Fou noir sur case noire e7 · Pion noir sur case blanche f7 · Cavalier noir sur case blanche h7 · Cavalier noir sur case blanche c6 · Pion noir sur case noire a5 · Pion noir sur case blanche d5 · Pion noir sur case noire g5 · Pion noir sur case blanche h5 · Dame noire sur case noire d4 · Pion noir sur case blanche e4 · Fou noir sur case blanche g4 · Tour noire sur case noire b2 · Dame blanche renversée sur case blanche c2 · Tour noire sur case blanche b1 | Roi noir sur case blanche g8 · Pion noir sur case blanche b7 · Pion noir sur case noire c7 · Fou noir sur case noire e7 · Pion noir sur case blanche f7 · Cavalier noir sur case blanche h7 · Cavalier noir sur case blanche c6 · Pion noir sur case noire a5 · Pion noir sur case blanche d5 · Pion noir sur case noire g5 · Pion noir sur case blanche h5 · Dame noire sur case noire d4 · Pion noir sur case blanche e4 · Fou noir sur case blanche g4 · Tour noire sur case noire b2 · Dame blanche renversée sur case blanche c2 · Tour noire sur case blanche b1 | Roi noir sur case blanche g8 · Pion noir sur case blanche b7 · Pion noir sur case noire c7 · Fou noir sur case noire e7 · Pion noir sur case blanche f7 · Cavalier noir sur case blanche h7 · Cavalier noir sur case blanche c6 · Pion noir sur case noire a5 · Pion noir sur case blanche d5 · Pion noir sur case noire g5 · Pion noir sur case blanche h5 · Dame noire sur case noire d4 · Pion noir sur case blanche e4 · Fou noir sur case blanche g4 · Tour noire sur case noire b2 · Dame blanche renversée sur case blanche c2 · Tour noire sur case blanche b1 | 6 |
| 5 | Roi noir sur case blanche g8 · Pion noir sur case blanche b7 · Pion noir sur case noire c7 · Fou noir sur case noire e7 · Pion noir sur case blanche f7 · Cavalier noir sur case blanche h7 · Cavalier noir sur case blanche c6 · Pion noir sur case noire a5 · Pion noir sur case blanche d5 · Pion noir sur case noire g5 · Pion noir sur case blanche h5 · Dame noire sur case noire d4 · Pion noir sur case blanche e4 · Fou noir sur case blanche g4 · Tour noire sur case noire b2 · Dame blanche renversée sur case blanche c2 · Tour noire sur case blanche b1 | Roi noir sur case blanche g8 · Pion noir sur case blanche b7 · Pion noir sur case noire c7 · Fou noir sur case noire e7 · Pion noir sur case blanche f7 · Cavalier noir sur case blanche h7 · Cavalier noir sur case blanche c6 · Pion noir sur case noire a5 · Pion noir sur case blanche d5 · Pion noir sur case noire g5 · Pion noir sur case blanche h5 · Dame noire sur case noire d4 · Pion noir sur case blanche e4 · Fou noir sur case blanche g4 · Tour noire sur case noire b2 · Dame blanche renversée sur case blanche c2 · Tour noire sur case blanche b1 | Roi noir sur case blanche g8 · Pion noir sur case blanche b7 · Pion noir sur case noire c7 · Fou noir sur case noire e7 · Pion noir sur case blanche f7 · Cavalier noir sur case blanche h7 · Cavalier noir sur case blanche c6 · Pion noir sur case noire a5 · Pion noir sur case blanche d5 · Pion noir sur case noire g5 · Pion noir sur case blanche h5 · Dame noire sur case noire d4 · Pion noir sur case blanche e4 · Fou noir sur case blanche g4 · Tour noire sur case noire b2 · Dame blanche renversée sur case blanche c2 · Tour noire sur case blanche b1 | Roi noir sur case blanche g8 · Pion noir sur case blanche b7 · Pion noir sur case noire c7 · Fou noir sur case noire e7 · Pion noir sur case blanche f7 · Cavalier noir sur case blanche h7 · Cavalier noir sur case blanche c6 · Pion noir sur case noire a5 · Pion noir sur case blanche d5 · Pion noir sur case noire g5 · Pion noir sur case blanche h5 · Dame noire sur case noire d4 · Pion noir sur case blanche e4 · Fou noir sur case blanche g4 · Tour noire sur case noire b2 · Dame blanche renversée sur case blanche c2 · Tour noire sur case blanche b1 | Roi noir sur case blanche g8 · Pion noir sur case blanche b7 · Pion noir sur case noire c7 · Fou noir sur case noire e7 · Pion noir sur case blanche f7 · Cavalier noir sur case blanche h7 · Cavalier noir sur case blanche c6 · Pion noir sur case noire a5 · Pion noir sur case blanche d5 · Pion noir sur case noire g5 · Pion noir sur case blanche h5 · Dame noire sur case noire d4 · Pion noir sur case blanche e4 · Fou noir sur case blanche g4 · Tour noire sur case noire b2 · Dame blanche renversée sur case blanche c2 · Tour noire sur case blanche b1 | Roi noir sur case blanche g8 · Pion noir sur case blanche b7 · Pion noir sur case noire c7 · Fou noir sur case noire e7 · Pion noir sur case blanche f7 · Cavalier noir sur case blanche h7 · Cavalier noir sur case blanche c6 · Pion noir sur case noire a5 · Pion noir sur case blanche d5 · Pion noir sur case noire g5 · Pion noir sur case blanche h5 · Dame noire sur case noire d4 · Pion noir sur case blanche e4 · Fou noir sur case blanche g4 · Tour noire sur case noire b2 · Dame blanche renversée sur case blanche c2 · Tour noire sur case blanche b1 | Roi noir sur case blanche g8 · Pion noir sur case blanche b7 · Pion noir sur case noire c7 · Fou noir sur case noire e7 · Pion noir sur case blanche f7 · Cavalier noir sur case blanche h7 · Cavalier noir sur case blanche c6 · Pion noir sur case noire a5 · Pion noir sur case blanche d5 · Pion noir sur case noire g5 · Pion noir sur case blanche h5 · Dame noire sur case noire d4 · Pion noir sur case blanche e4 · Fou noir sur case blanche g4 · Tour noire sur case noire b2 · Dame blanche renversée sur case blanche c2 · Tour noire sur case blanche b1 | Roi noir sur case blanche g8 · Pion noir sur case blanche b7 · Pion noir sur case noire c7 · Fou noir sur case noire e7 · Pion noir sur case blanche f7 · Cavalier noir sur case blanche h7 · Cavalier noir sur case blanche c6 · Pion noir sur case noire a5 · Pion noir sur case blanche d5 · Pion noir sur case noire g5 · Pion noir sur case blanche h5 · Dame noire sur case noire d4 · Pion noir sur case blanche e4 · Fou noir sur case blanche g4 · Tour noire sur case noire b2 · Dame blanche renversée sur case blanche c2 · Tour noire sur case blanche b1 | 5 |
| 4 | Roi noir sur case blanche g8 · Pion noir sur case blanche b7 · Pion noir sur case noire c7 · Fou noir sur case noire e7 · Pion noir sur case blanche f7 · Cavalier noir sur case blanche h7 · Cavalier noir sur case blanche c6 · Pion noir sur case noire a5 · Pion noir sur case blanche d5 · Pion noir sur case noire g5 · Pion noir sur case blanche h5 · Dame noire sur case noire d4 · Pion noir sur case blanche e4 · Fou noir sur case blanche g4 · Tour noire sur case noire b2 · Dame blanche renversée sur case blanche c2 · Tour noire sur case blanche b1 | Roi noir sur case blanche g8 · Pion noir sur case blanche b7 · Pion noir sur case noire c7 · Fou noir sur case noire e7 · Pion noir sur case blanche f7 · Cavalier noir sur case blanche h7 · Cavalier noir sur case blanche c6 · Pion noir sur case noire a5 · Pion noir sur case blanche d5 · Pion noir sur case noire g5 · Pion noir sur case blanche h5 · Dame noire sur case noire d4 · Pion noir sur case blanche e4 · Fou noir sur case blanche g4 · Tour noire sur case noire b2 · Dame blanche renversée sur case blanche c2 · Tour noire sur case blanche b1 | Roi noir sur case blanche g8 · Pion noir sur case blanche b7 · Pion noir sur case noire c7 · Fou noir sur case noire e7 · Pion noir sur case blanche f7 · Cavalier noir sur case blanche h7 · Cavalier noir sur case blanche c6 · Pion noir sur case noire a5 · Pion noir sur case blanche d5 · Pion noir sur case noire g5 · Pion noir sur case blanche h5 · Dame noire sur case noire d4 · Pion noir sur case blanche e4 · Fou noir sur case blanche g4 · Tour noire sur case noire b2 · Dame blanche renversée sur case blanche c2 · Tour noire sur case blanche b1 | Roi noir sur case blanche g8 · Pion noir sur case blanche b7 · Pion noir sur case noire c7 · Fou noir sur case noire e7 · Pion noir sur case blanche f7 · Cavalier noir sur case blanche h7 · Cavalier noir sur case blanche c6 · Pion noir sur case noire a5 · Pion noir sur case blanche d5 · Pion noir sur case noire g5 · Pion noir sur case blanche h5 · Dame noire sur case noire d4 · Pion noir sur case blanche e4 · Fou noir sur case blanche g4 · Tour noire sur case noire b2 · Dame blanche renversée sur case blanche c2 · Tour noire sur case blanche b1 | Roi noir sur case blanche g8 · Pion noir sur case blanche b7 · Pion noir sur case noire c7 · Fou noir sur case noire e7 · Pion noir sur case blanche f7 · Cavalier noir sur case blanche h7 · Cavalier noir sur case blanche c6 · Pion noir sur case noire a5 · Pion noir sur case blanche d5 · Pion noir sur case noire g5 · Pion noir sur case blanche h5 · Dame noire sur case noire d4 · Pion noir sur case blanche e4 · Fou noir sur case blanche g4 · Tour noire sur case noire b2 · Dame blanche renversée sur case blanche c2 · Tour noire sur case blanche b1 | Roi noir sur case blanche g8 · Pion noir sur case blanche b7 · Pion noir sur case noire c7 · Fou noir sur case noire e7 · Pion noir sur case blanche f7 · Cavalier noir sur case blanche h7 · Cavalier noir sur case blanche c6 · Pion noir sur case noire a5 · Pion noir sur case blanche d5 · Pion noir sur case noire g5 · Pion noir sur case blanche h5 · Dame noire sur case noire d4 · Pion noir sur case blanche e4 · Fou noir sur case blanche g4 · Tour noire sur case noire b2 · Dame blanche renversée sur case blanche c2 · Tour noire sur case blanche b1 | Roi noir sur case blanche g8 · Pion noir sur case blanche b7 · Pion noir sur case noire c7 · Fou noir sur case noire e7 · Pion noir sur case blanche f7 · Cavalier noir sur case blanche h7 · Cavalier noir sur case blanche c6 · Pion noir sur case noire a5 · Pion noir sur case blanche d5 · Pion noir sur case noire g5 · Pion noir sur case blanche h5 · Dame noire sur case noire d4 · Pion noir sur case blanche e4 · Fou noir sur case blanche g4 · Tour noire sur case noire b2 · Dame blanche renversée sur case blanche c2 · Tour noire sur case blanche b1 | Roi noir sur case blanche g8 · Pion noir sur case blanche b7 · Pion noir sur case noire c7 · Fou noir sur case noire e7 · Pion noir sur case blanche f7 · Cavalier noir sur case blanche h7 · Cavalier noir sur case blanche c6 · Pion noir sur case noire a5 · Pion noir sur case blanche d5 · Pion noir sur case noire g5 · Pion noir sur case blanche h5 · Dame noire sur case noire d4 · Pion noir sur case blanche e4 · Fou noir sur case blanche g4 · Tour noire sur case noire b2 · Dame blanche renversée sur case blanche c2 · Tour noire sur case blanche b1 | 4 |
| 3 | Roi noir sur case blanche g8 · Pion noir sur case blanche b7 · Pion noir sur case noire c7 · Fou noir sur case noire e7 · Pion noir sur case blanche f7 · Cavalier noir sur case blanche h7 · Cavalier noir sur case blanche c6 · Pion noir sur case noire a5 · Pion noir sur case blanche d5 · Pion noir sur case noire g5 · Pion noir sur case blanche h5 · Dame noire sur case noire d4 · Pion noir sur case blanche e4 · Fou noir sur case blanche g4 · Tour noire sur case noire b2 · Dame blanche renversée sur case blanche c2 · Tour noire sur case blanche b1 | Roi noir sur case blanche g8 · Pion noir sur case blanche b7 · Pion noir sur case noire c7 · Fou noir sur case noire e7 · Pion noir sur case blanche f7 · Cavalier noir sur case blanche h7 · Cavalier noir sur case blanche c6 · Pion noir sur case noire a5 · Pion noir sur case blanche d5 · Pion noir sur case noire g5 · Pion noir sur case blanche h5 · Dame noire sur case noire d4 · Pion noir sur case blanche e4 · Fou noir sur case blanche g4 · Tour noire sur case noire b2 · Dame blanche renversée sur case blanche c2 · Tour noire sur case blanche b1 | Roi noir sur case blanche g8 · Pion noir sur case blanche b7 · Pion noir sur case noire c7 · Fou noir sur case noire e7 · Pion noir sur case blanche f7 · Cavalier noir sur case blanche h7 · Cavalier noir sur case blanche c6 · Pion noir sur case noire a5 · Pion noir sur case blanche d5 · Pion noir sur case noire g5 · Pion noir sur case blanche h5 · Dame noire sur case noire d4 · Pion noir sur case blanche e4 · Fou noir sur case blanche g4 · Tour noire sur case noire b2 · Dame blanche renversée sur case blanche c2 · Tour noire sur case blanche b1 | Roi noir sur case blanche g8 · Pion noir sur case blanche b7 · Pion noir sur case noire c7 · Fou noir sur case noire e7 · Pion noir sur case blanche f7 · Cavalier noir sur case blanche h7 · Cavalier noir sur case blanche c6 · Pion noir sur case noire a5 · Pion noir sur case blanche d5 · Pion noir sur case noire g5 · Pion noir sur case blanche h5 · Dame noire sur case noire d4 · Pion noir sur case blanche e4 · Fou noir sur case blanche g4 · Tour noire sur case noire b2 · Dame blanche renversée sur case blanche c2 · Tour noire sur case blanche b1 | Roi noir sur case blanche g8 · Pion noir sur case blanche b7 · Pion noir sur case noire c7 · Fou noir sur case noire e7 · Pion noir sur case blanche f7 · Cavalier noir sur case blanche h7 · Cavalier noir sur case blanche c6 · Pion noir sur case noire a5 · Pion noir sur case blanche d5 · Pion noir sur case noire g5 · Pion noir sur case blanche h5 · Dame noire sur case noire d4 · Pion noir sur case blanche e4 · Fou noir sur case blanche g4 · Tour noire sur case noire b2 · Dame blanche renversée sur case blanche c2 · Tour noire sur case blanche b1 | Roi noir sur case blanche g8 · Pion noir sur case blanche b7 · Pion noir sur case noire c7 · Fou noir sur case noire e7 · Pion noir sur case blanche f7 · Cavalier noir sur case blanche h7 · Cavalier noir sur case blanche c6 · Pion noir sur case noire a5 · Pion noir sur case blanche d5 · Pion noir sur case noire g5 · Pion noir sur case blanche h5 · Dame noire sur case noire d4 · Pion noir sur case blanche e4 · Fou noir sur case blanche g4 · Tour noire sur case noire b2 · Dame blanche renversée sur case blanche c2 · Tour noire sur case blanche b1 | Roi noir sur case blanche g8 · Pion noir sur case blanche b7 · Pion noir sur case noire c7 · Fou noir sur case noire e7 · Pion noir sur case blanche f7 · Cavalier noir sur case blanche h7 · Cavalier noir sur case blanche c6 · Pion noir sur case noire a5 · Pion noir sur case blanche d5 · Pion noir sur case noire g5 · Pion noir sur case blanche h5 · Dame noire sur case noire d4 · Pion noir sur case blanche e4 · Fou noir sur case blanche g4 · Tour noire sur case noire b2 · Dame blanche renversée sur case blanche c2 · Tour noire sur case blanche b1 | Roi noir sur case blanche g8 · Pion noir sur case blanche b7 · Pion noir sur case noire c7 · Fou noir sur case noire e7 · Pion noir sur case blanche f7 · Cavalier noir sur case blanche h7 · Cavalier noir sur case blanche c6 · Pion noir sur case noire a5 · Pion noir sur case blanche d5 · Pion noir sur case noire g5 · Pion noir sur case blanche h5 · Dame noire sur case noire d4 · Pion noir sur case blanche e4 · Fou noir sur case blanche g4 · Tour noire sur case noire b2 · Dame blanche renversée sur case blanche c2 · Tour noire sur case blanche b1 | 3 |
| 2 | Roi noir sur case blanche g8 · Pion noir sur case blanche b7 · Pion noir sur case noire c7 · Fou noir sur case noire e7 · Pion noir sur case blanche f7 · Cavalier noir sur case blanche h7 · Cavalier noir sur case blanche c6 · Pion noir sur case noire a5 · Pion noir sur case blanche d5 · Pion noir sur case noire g5 · Pion noir sur case blanche h5 · Dame noire sur case noire d4 · Pion noir sur case blanche e4 · Fou noir sur case blanche g4 · Tour noire sur case noire b2 · Dame blanche renversée sur case blanche c2 · Tour noire sur case blanche b1 | Roi noir sur case blanche g8 · Pion noir sur case blanche b7 · Pion noir sur case noire c7 · Fou noir sur case noire e7 · Pion noir sur case blanche f7 · Cavalier noir sur case blanche h7 · Cavalier noir sur case blanche c6 · Pion noir sur case noire a5 · Pion noir sur case blanche d5 · Pion noir sur case noire g5 · Pion noir sur case blanche h5 · Dame noire sur case noire d4 · Pion noir sur case blanche e4 · Fou noir sur case blanche g4 · Tour noire sur case noire b2 · Dame blanche renversée sur case blanche c2 · Tour noire sur case blanche b1 | Roi noir sur case blanche g8 · Pion noir sur case blanche b7 · Pion noir sur case noire c7 · Fou noir sur case noire e7 · Pion noir sur case blanche f7 · Cavalier noir sur case blanche h7 · Cavalier noir sur case blanche c6 · Pion noir sur case noire a5 · Pion noir sur case blanche d5 · Pion noir sur case noire g5 · Pion noir sur case blanche h5 · Dame noire sur case noire d4 · Pion noir sur case blanche e4 · Fou noir sur case blanche g4 · Tour noire sur case noire b2 · Dame blanche renversée sur case blanche c2 · Tour noire sur case blanche b1 | Roi noir sur case blanche g8 · Pion noir sur case blanche b7 · Pion noir sur case noire c7 · Fou noir sur case noire e7 · Pion noir sur case blanche f7 · Cavalier noir sur case blanche h7 · Cavalier noir sur case blanche c6 · Pion noir sur case noire a5 · Pion noir sur case blanche d5 · Pion noir sur case noire g5 · Pion noir sur case blanche h5 · Dame noire sur case noire d4 · Pion noir sur case blanche e4 · Fou noir sur case blanche g4 · Tour noire sur case noire b2 · Dame blanche renversée sur case blanche c2 · Tour noire sur case blanche b1 | Roi noir sur case blanche g8 · Pion noir sur case blanche b7 · Pion noir sur case noire c7 · Fou noir sur case noire e7 · Pion noir sur case blanche f7 · Cavalier noir sur case blanche h7 · Cavalier noir sur case blanche c6 · Pion noir sur case noire a5 · Pion noir sur case blanche d5 · Pion noir sur case noire g5 · Pion noir sur case blanche h5 · Dame noire sur case noire d4 · Pion noir sur case blanche e4 · Fou noir sur case blanche g4 · Tour noire sur case noire b2 · Dame blanche renversée sur case blanche c2 · Tour noire sur case blanche b1 | Roi noir sur case blanche g8 · Pion noir sur case blanche b7 · Pion noir sur case noire c7 · Fou noir sur case noire e7 · Pion noir sur case blanche f7 · Cavalier noir sur case blanche h7 · Cavalier noir sur case blanche c6 · Pion noir sur case noire a5 · Pion noir sur case blanche d5 · Pion noir sur case noire g5 · Pion noir sur case blanche h5 · Dame noire sur case noire d4 · Pion noir sur case blanche e4 · Fou noir sur case blanche g4 · Tour noire sur case noire b2 · Dame blanche renversée sur case blanche c2 · Tour noire sur case blanche b1 | Roi noir sur case blanche g8 · Pion noir sur case blanche b7 · Pion noir sur case noire c7 · Fou noir sur case noire e7 · Pion noir sur case blanche f7 · Cavalier noir sur case blanche h7 · Cavalier noir sur case blanche c6 · Pion noir sur case noire a5 · Pion noir sur case blanche d5 · Pion noir sur case noire g5 · Pion noir sur case blanche h5 · Dame noire sur case noire d4 · Pion noir sur case blanche e4 · Fou noir sur case blanche g4 · Tour noire sur case noire b2 · Dame blanche renversée sur case blanche c2 · Tour noire sur case blanche b1 | Roi noir sur case blanche g8 · Pion noir sur case blanche b7 · Pion noir sur case noire c7 · Fou noir sur case noire e7 · Pion noir sur case blanche f7 · Cavalier noir sur case blanche h7 · Cavalier noir sur case blanche c6 · Pion noir sur case noire a5 · Pion noir sur case blanche d5 · Pion noir sur case noire g5 · Pion noir sur case blanche h5 · Dame noire sur case noire d4 · Pion noir sur case blanche e4 · Fou noir sur case blanche g4 · Tour noire sur case noire b2 · Dame blanche renversée sur case blanche c2 · Tour noire sur case blanche b1 | 2 |
| 1 | Roi noir sur case blanche g8 · Pion noir sur case blanche b7 · Pion noir sur case noire c7 · Fou noir sur case noire e7 · Pion noir sur case blanche f7 · Cavalier noir sur case blanche h7 · Cavalier noir sur case blanche c6 · Pion noir sur case noire a5 · Pion noir sur case blanche d5 · Pion noir sur case noire g5 · Pion noir sur case blanche h5 · Dame noire sur case noire d4 · Pion noir sur case blanche e4 · Fou noir sur case blanche g4 · Tour noire sur case noire b2 · Dame blanche renversée sur case blanche c2 · Tour noire sur case blanche b1 | Roi noir sur case blanche g8 · Pion noir sur case blanche b7 · Pion noir sur case noire c7 · Fou noir sur case noire e7 · Pion noir sur case blanche f7 · Cavalier noir sur case blanche h7 · Cavalier noir sur case blanche c6 · Pion noir sur case noire a5 · Pion noir sur case blanche d5 · Pion noir sur case noire g5 · Pion noir sur case blanche h5 · Dame noire sur case noire d4 · Pion noir sur case blanche e4 · Fou noir sur case blanche g4 · Tour noire sur case noire b2 · Dame blanche renversée sur case blanche c2 · Tour noire sur case blanche b1 | Roi noir sur case blanche g8 · Pion noir sur case blanche b7 · Pion noir sur case noire c7 · Fou noir sur case noire e7 · Pion noir sur case blanche f7 · Cavalier noir sur case blanche h7 · Cavalier noir sur case blanche c6 · Pion noir sur case noire a5 · Pion noir sur case blanche d5 · Pion noir sur case noire g5 · Pion noir sur case blanche h5 · Dame noire sur case noire d4 · Pion noir sur case blanche e4 · Fou noir sur case blanche g4 · Tour noire sur case noire b2 · Dame blanche renversée sur case blanche c2 · Tour noire sur case blanche b1 | Roi noir sur case blanche g8 · Pion noir sur case blanche b7 · Pion noir sur case noire c7 · Fou noir sur case noire e7 · Pion noir sur case blanche f7 · Cavalier noir sur case blanche h7 · Cavalier noir sur case blanche c6 · Pion noir sur case noire a5 · Pion noir sur case blanche d5 · Pion noir sur case noire g5 · Pion noir sur case blanche h5 · Dame noire sur case noire d4 · Pion noir sur case blanche e4 · Fou noir sur case blanche g4 · Tour noire sur case noire b2 · Dame blanche renversée sur case blanche c2 · Tour noire sur case blanche b1 | Roi noir sur case blanche g8 · Pion noir sur case blanche b7 · Pion noir sur case noire c7 · Fou noir sur case noire e7 · Pion noir sur case blanche f7 · Cavalier noir sur case blanche h7 · Cavalier noir sur case blanche c6 · Pion noir sur case noire a5 · Pion noir sur case blanche d5 · Pion noir sur case noire g5 · Pion noir sur case blanche h5 · Dame noire sur case noire d4 · Pion noir sur case blanche e4 · Fou noir sur case blanche g4 · Tour noire sur case noire b2 · Dame blanche renversée sur case blanche c2 · Tour noire sur case blanche b1 | Roi noir sur case blanche g8 · Pion noir sur case blanche b7 · Pion noir sur case noire c7 · Fou noir sur case noire e7 · Pion noir sur case blanche f7 · Cavalier noir sur case blanche h7 · Cavalier noir sur case blanche c6 · Pion noir sur case noire a5 · Pion noir sur case blanche d5 · Pion noir sur case noire g5 · Pion noir sur case blanche h5 · Dame noire sur case noire d4 · Pion noir sur case blanche e4 · Fou noir sur case blanche g4 · Tour noire sur case noire b2 · Dame blanche renversée sur case blanche c2 · Tour noire sur case blanche b1 | Roi noir sur case blanche g8 · Pion noir sur case blanche b7 · Pion noir sur case noire c7 · Fou noir sur case noire e7 · Pion noir sur case blanche f7 · Cavalier noir sur case blanche h7 · Cavalier noir sur case blanche c6 · Pion noir sur case noire a5 · Pion noir sur case blanche d5 · Pion noir sur case noire g5 · Pion noir sur case blanche h5 · Dame noire sur case noire d4 · Pion noir sur case blanche e4 · Fou noir sur case blanche g4 · Tour noire sur case noire b2 · Dame blanche renversée sur case blanche c2 · Tour noire sur case blanche b1 | Roi noir sur case blanche g8 · Pion noir sur case blanche b7 · Pion noir sur case noire c7 · Fou noir sur case noire e7 · Pion noir sur case blanche f7 · Cavalier noir sur case blanche h7 · Cavalier noir sur case blanche c6 · Pion noir sur case noire a5 · Pion noir sur case blanche d5 · Pion noir sur case noire g5 · Pion noir sur case blanche h5 · Dame noire sur case noire d4 · Pion noir sur case blanche e4 · Fou noir sur case blanche g4 · Tour noire sur case noire b2 · Dame blanche renversée sur case blanche c2 · Tour noire sur case blanche b1 | 1 |
|   | a | b | c | d | e | f | g | h |   |

Le gros point faible du maharajah est qu'il est seul, il ne peut donc pas faire d'échanges, ce qui signifie qu'il ne peut pas capturer les pièces noires qui sont protégées. Ainsi, la tactique gagnante des cipayes est de faire des mouvements de telle manière que toutes les pièces restent protégées tout en grignotant peu à peu la place disponible pour le maharajah, technique parfois appelée « rouleau compresseur ». Il est également important de s'assurer que le maharadjah ne peut pas mettre en échec.
Un exemple de suite de mouvements qui donne au joueur Noir un mat forcé en 24 coups se présente comme ceci (les mouvements de Blanc sont sans importance) :
1... d5 2... Cc6 3... Dd6 4... e5 5... Cf6 6... a5 7... Ta6 8... Tb6 9... Fg4 10... e4 11... De5 12... Fe7 13... O-O 14... Tb2 15... Ta8 16... Ta6 17... Tab6 18... T6b3 19... h5 20... g5 21... Ch7 22... Dd4
Maintenant, si le maharadjah est par exemple en a1, alors : 23... Tb1 24... T3b2# 0-1
Ou encore : 23... Dd1# 0-1